# Жуковский, Владимир Иванович (генерал)
Владимир Иванович Жуковский (1860—1914) — генерал-майор, герой Первой мировой войны.

## Биография
Родился 12 августа 1860 года. Происходит из Тамбовского потомственного дворянского рода Жуковских.
Образование получил в Михайловской Воронежской военной гимназии, после чего 11 августа 1879 года принят в 1-е военное Павловское училище.
Выпущен из училища 8 августа 1881 года прапорщиком в 1-ю артиллерийскую бригаду. 6 декабря 1883 года произведён в подпоручики и 8 августа 1885 года — в поручики.
В 1887 году перевёлся в 8-ю саперную бригаду, а с 1888 по 1897 год был офицером-воспитателем Воронежского кадетского корпуса. 21 апреля 1891 года произведён в штабс-капитаны, 28 марта 1893 года — в капитаны и 24 марта 1896 года — в подполковники.
С 1897 года служил в 4-м Варшавском крепостном пехотном полку.
16 августа 1902 года Жуковский вновь перевёлся в ведомство военно-учебных заведений и получил должность ротного командира в Хабаровском кадетском корпусе. 6 декабря того же года получил чин полковника.
19 августа 1905 года назначен командиром Михайловского крепостного пехотного батальона, а 15 декабря следующего года назначен командиром 204-го пехотного Ардагано-Михайловского полка.
21 июня 1912 года Жуковский был произведён в генерал-майоры и назначен командиром 2-й бригады 1-й Сибирской стрелковой дивизии. Во главе этой бригады он встретил начало Первой мировой войны.
28 сентября 1914 года его бригада отличилась в боях у Пясечно, за что Владимир был награжден орденом Св. Великомученника и Победоносца Георгия 4-й ст..
5 октября 1914 года Жуковский был убит в сражении под югом Варшавы, в районе Хилице-Юлианув на р. Езерке, когда 1-я стрелковая дивизия шла против германской армии рассыпным строем. В этот момент Владимир был поражён пулей в оболочку сердца на вылет и через 2 минуты скончался. В тот же день он посмертно был награждён орденом св. Георгия 4-й степени:
За проявленную особую стойкость и мужество в боях у Пясечно 27—28 сентября 1914 г., где успешно отбивая двумя полками, переходя в наступление без артиллерии, бешенные атаки противника, способствовал перелому боя.

Первоначально тело было захоронено 9 октября на Варшавском православном кладбище. Из Варшавы, при помощи его сестры Анны Ивановны Спасской, оно было перевезено через Петроград в Тамбов, а из Тамбова перезахоронено в село Покровское-Марфино,Тамбовского уезда, где находилось родовое имение. 24 января 1915 года в 16-17 часов вечера было привезено тело из г. Варшавы в село Покрово-Марфино. Погребение состоялось на следующий день, 25 января, в семейном склепе Жуковских около местной Покровской церкви.

## Семья
Сестра — Спасская Анна Ивановна
Супруга — Иулианна Александровна Макаренко (умерла в период с 1909 по 1914 гг.), дочь капитана.
Сыновья:
- Жуковский Алексей Владимирович (05.05.1892 -?) — штабс-капитан лейб-гвардии 3-й артиллерийской бригады (с 1916 г.). Присоединился к Белой армии во ВСЮР 23 апреля 1919 года. Начальник артиллерии Сводно-гвардейского отряда, временно-исполняющий должность начальника артиллерии отряда генерала Виноградова. В августе 1919 г. в батарее своей бригады в Сводно-гвардейском полку. В Белых силах до Крымской эвакуации. Член «Общества галлиполийцев». Осенью 1925 г. в составе Гвардейского отряда во Франции.[2]
- Жуковский Егорий Владимирович (21.09.1894 -?).[3]

## Военные чины и звания
- Прапорщик — 08.08.1881 г.
- Подпоручик — 04.12.1883 г.
- Поручик — 08.08.1885 г
- Штабс-капитан, офицер-воспитатель — 21.04.1891 г
- Капитан — 28.03.1893 г.
- подполковник — 24.03.1896 г.
- Полковник, ротный командир — 06.12.1902 г.
- Генерал-майор — 21.06.1912 г.

## Награды
Орден Святого Станислава 3-й степени (30.08.1893 г.)
Медаль «В память Царствования Императора Александра III» (17.03.1896 г.)
Орден Святой Анны 3-й степени (14.05.1896 г.)
Орден Святого Станислава 2-й степени (19.08.1901 г.)
Орден Святой Анны 2-й степени (16.01.1905 г.)
Орден Святого Равноапостольного Князя Владимира 4-й степени (16.03.1908 г.)
Орден Святого Равноапостольного Князя Владимира 3-й степени (06.12.1912 г.)
Медаль «В память 300-летия царствования дома Романовых». (1913 г.)
Орден Святого Георгия 4-й степени (25.10.1914 г.)